# Rociu
Rociu là một xã thuộc hạt Argeș, România. Dân số thời điểm năm 2002 là 3019 người.